# Парабаса
Парабаса, парабаза (др.-греч. παράβασις) — движение хора в сторону зрителей, обращение к ним от лица другого автора. Полная парабаса состоит из 7 частей и является тесно связанной с развитием основного сюжета. Обычно входит в состав древней аттической комедии. У Аристофана нередко встречается и вторая парабаса (в шести сохранившихся комедиях).
В полную парабасу входят:
1. комматион (др.-греч. κομμάτιον) — как бы введение к парабасе, написанное анапестами и обыкновенно заключавшее просьбу к зрителям быть по возможности внимательнее;
2. собственно парабаса — обыкновенно состоявшая из анапестических тетраметров; здесь чаще всего говорится о самом поэте, его литературных заслугах и прочем;
3. макрон (μακρόν) или пнигос (πνῖγος) — заключение второй части, писалась анапестическими диметрами;
4. ода (ᾠδή) состоявшая из лирических метров. Религиозная песнь, обращенная к какому-нибудь божеству, хвалебного характера. Иногда здесь являются насмешки над отдельными лицами или порицание наиболее крупных пороков, свойственных афинянам;
5. эпиррема (ἐπίῤῥημα) — писалась чаще всего трохаическими тетраметрами и состояла обыкновенно из 16 или 20 стихов. Содержание этой части — сатирическое;
6. антода (ἀντῳδή) по размеру и содержанию соответствует четвёртой части;
7. антэпиррема (ἀντεπίῤῥημα) по размеру и содержанию соответствует пятой части.